# Sjöbo

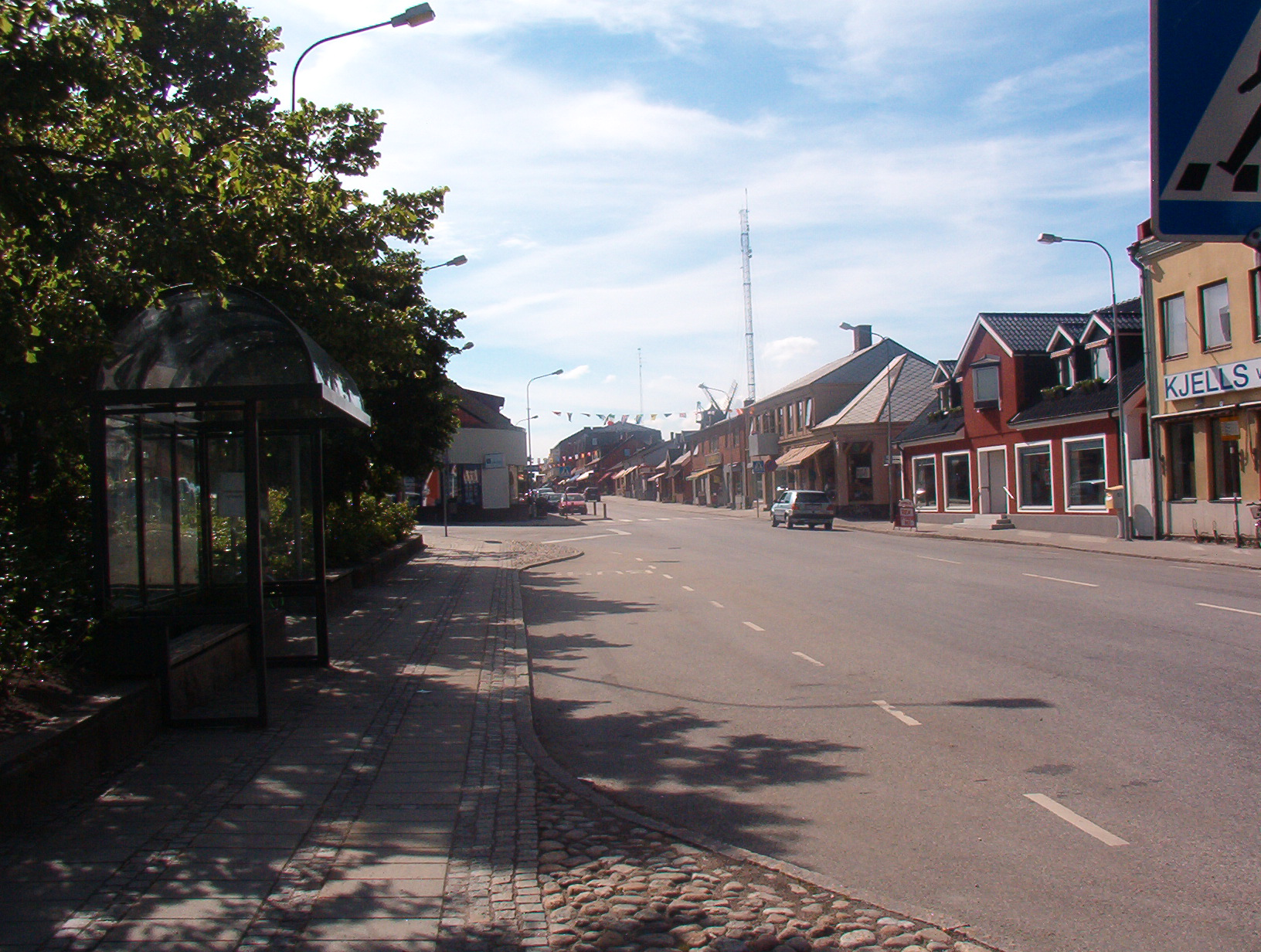

Sjöbo est une localité du sud de la Suède dans le Comté de Skåne. 6 364 personnes y vivent. Elle est le chef-lieu de la commune de Sjöbo

## Liens

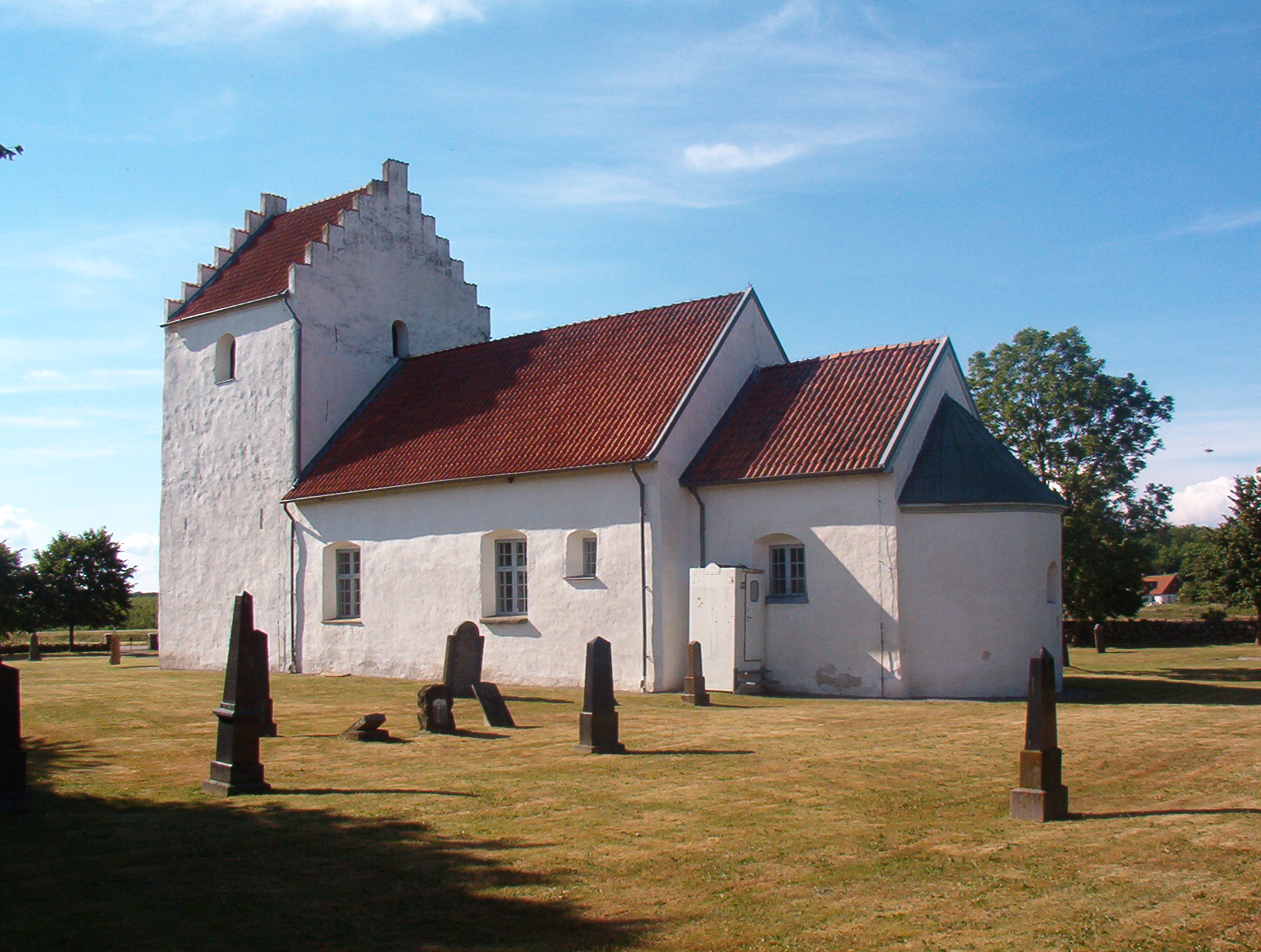
La vieille église de Södra Åsum au nord de la ville de Sjöbo, un exemple typique d'église danoise médiévale

- Site de la commune de Sjöbo